# Candice Wilmer
Candice Wilmer egy szereplő a Hősök (Heroes) című televíziósorozatban, akit Missy Peregrym alakít. A sorozatban a Candice és Candace keresztneveket  is használják, még nem nyert hivatalos megerősítést egyik verzió sem.
|  | Alább a cselekmény részletei következnek! |

A Primatech alkalmazottja. Thompson Candice-t rendeli Bennet mellé miután a Haiti sikeresen megszökteti Claire-t. Különleges képessége az illúziókeltés, amit főleg arra használ, hogy más személyeknek adja ki magát.

## Halála
Amikor Sylar-t elkapták, Candice-re bízták a felügyeletét. A férfi műtéteken esett át, képességeit elvesztette. Utóbbiról azonban nem tudott, így megölte a nőt, ám képességét nem sikerült átvennie.